# Kadir İnanır
Kadir İnanır (ur. 15 kwietnia 1949 w Fatsie) – turecki aktor i reżyser.

## Życiorys
Urodził się w Fatsie w prowincji Ordu. Studiował na Wydziale Komunikacji, Radia i Telewizji w Marmara Üniversitesi İletişim Fakültesi. Karierę ekranową rozpoczął w roku  1967. Wystąpił m.in. w roli Ilyasa w melodramacie Dziewczyna z czerwonym szalikiem (Selvi boylum, al yazmalım, 1978) oraz jako Ali Yahya Kiroglu w telewizyjnym filmie  Butun Çocuklarım (2004). W tureckich filmach (Yeşilçam) często grywał twardych facetów macho, walczących z niesprawiedliwością. Za rolę Kary Bayrama w dramacie Zemsta węży (Yılanların Öcü, 1985) odebrał nagrodę Złotej Pomarańczy na 23. Festiwalu Filmowym Antalya 1986. Rola Kemala w dramacie Wstyd (Utanç, 1972) przyniosła mu nagrodę na 5. Altın Koza Film Festivali 1973. Koleją nagrodę jako najlepszy aktor został uhonorowany nagrodą za postać Erola Ersoya w melodramacie przygodowym Med cezir manzaralari (1989) na 3. Ankara Film Şenliği w Ankarze. W 2010 roku otrzymał nagrodę honorową na Festiwalu Filmowym w Stambule.

## Wybrana filmografia

### Filmy fabularne
- 1968:  Yedi Adım Sonra, Dertli Gönlüm
- 1969: Çılgınlar Cehennemi, Yaralı Kalp, Fato
- 1970:  Ankara Ekspresi, Kara Gözlüm, Mechul Kadın, Dağların Kartalı, Dört Kabadayı
- 1971: Unutulan Kadın, Üç Arkadaş, Azrailin Beş Atlısı, Kara Gün, Kerem ile Aslı, Mualla, Aslanlar Kükreyince
- 1972: Asi Gençler, Dönüş, Leyla ile Mecnun, Utanç, Kanlı Para, Paprika Gaddarın Aşkı, Baskın, Vur
- 1973: Bitirim Kardeşler, Bitirimler Sosyetede, Ezo Gelin, Gazi Kadın, Kambur, Yaban, Anadolu Ekspresi, Hayat Bayram Olsa, Ölüme Koşanlar, Korkusuzlar
- 1974: Almanya'lı Yarim, Sahipsizler, Sensiz Yaşanmaz, Yazık Oldu Yarınlara, Askerin Dönüşü, Bir Yabancı, Ceza, Enayi, Uyanık Kardeşler
- 1975: Baldız, Köprü, Pisi Pisi, Yatak Hikayemiz
- 1976: Bodrum Hakimi, Deprem, Taksi Şöförü, Alev, Can Pazarı, Delicesine, Devlerin Aşkı, İki Kızgın Adam, Silahlara Veda
- 1977: Dila Hanım, Selvi Boylum Al Yazmalım, Silah Arkadaşları, Tövbekar, Ana Ocağı, Fırtına, Kan
- 1978: Evlidir Ne Yapsa Yeridir, Derviş Bey, Düzen, Hedef, Cevriyem
- 1979: Doktor, Fırat, Gazeteci, İstanbul 79, İsyan
- 1981: Ah Güzel İstanbul, Kırık Bir Aşk Hikayesi
- 1982: Tomruk, Yürek Yarası, Aşkların En Güzeli, Elveda Dostum, Amansızlar
- 1983: Bedel, Kurban
- 1984: Yabancı, Balayı, Bir Yudum Sevgi, Güneş Doğarken, İmparator
- 1985: Seyyid, Yaz Bitti, Yılanların Öcü, Amansız Yol, Ateş Dağlı, Ölüm Yolu
- 1986: Sen Türkülerini Söyle, Sevgi Çıkmazı, Suçumuz İnsan Olmak, Sultanoğlu, Umut Sokağı, Yarın Ağlayacağım, Dikenli Yol, Hayat Köprüsü, Güneşe Köprü
- 1987: Sende Yüreğinde Sevgiye Yer Aç, Yarınsız Adam, 72. Koğuş, Menekşeler Mavidir, Yaralı Can, Küçüğüm, Katırcılar
- 1988: Emanet, Hüzün Çemberi, Yedi Uyuyanlar, Bir Beyin Oğlu
- 1989: MedCezir Manzaraları, Acılar Paylaşılmaz, Film Bitti, Karılar Koğuşu, Kavgamız
- 1990: Tatar Ramazan, Eskici ve Oğulları, Sayın Başkan, Darbe
- 1991: Umut Hep Vardı, Aldatacağım, Ah Gardaşım
- 1992: Tatar Ramazan Sürgünde
- 1995: Aşk Ölümden Soğuktur
- 2000: Komser Şekspir
- 2003: Gönderilmemiş Mektuplar
- 2005: Sinema Bir Mucizedir
- 2008: Son Cellat

### Seriale TV
- 1995 SavcêÊ

### Reżyser
- 1991: Ah Gardaşım
- 1992:Savcı